# Pac-Man Vs.
Pac-Man Vs. es un juego de laberintos desarrollado por Nintendo EAD y publicado por Bandai-Namco para la GameCube. 
En el juego, un jugador toma el control de Pac-Man, quien debe comerse todas las bolas de poder, mientras los demás jugadores (fantasmas) intentan atraparle. El objetivo es ser el primero en llegar a una suma de puntos, seleccionada por los jugadores antes del comienzo del juego. El jugador que controla a Pac-Man debe utilizar la Game Boy Advance, mientras los otros jugadores utilizan la televisión para mover a los fantasmas. El juego necesita además la GameCube y el Game Boy Advance link cable. 
Pac-Man Vs. fue diseñado por Shigeru Miyamoto y Nintendo EAD, como una demo para enseñar las capacidades del cable link. Se presentó por primera vez en la Games Convention, en Alemania, bajo el título Pac-Man for Nintendo GameCube. Luego se le presentó a Namco, la cual se interesó por el proyecto y dio el visto bueno para publicarlo como un juego entero. Pac-Man Vs. recibió en general buenas críticas, en las cuales sobresalió su interesante concepto multijugador y adictivo. Las críticas negativas se centraron sobre todo en su poco contenido como en la memoria. Se hicieron ports para la Nintendo DS a través de Namco Museum DS (2007), y para la Nintendo Switch a través de Namco Museum.

## Gameplay
Pac-Man Vs. es un videojuego de laberintos. El juego requiere una Game Boy Advance, el GameCube - cable de enlace de la Game Boy Advance periférico, y uno a dos mandos de la GameCube para jugar. Antes de que el juego empiece, hay que poner un límite de puntos que el jugador tiene que conseguir para ganar, los cuales pueden ser 7000, 10 000 o 15 000, los cuales pueden afectar a la duración de la partida. El jugador que controle a Pac-Man usará la Game Boy Advance para jugar, siendo su objetivo comerse todas las bolas de poder sin ser pillado por un fantasma. Los jugadores que controlan a los fantasmas deberán evitar que Pac-Man gane, haciéndole perder todas sus vidas. Si Pac-Man come una gran bola de poder (las que son más grandes) provocará que los fantasmas se vuelvan azules y si se los come irán a la caja de regeneración (como en Pac-Man) El primer fantasma que atrape a Pac-Man se volverá Pac-Man en la próxima ronda. Comer cierta cantidad de bolas de poder causará que aparezca un objeto debajo de la caja de regeneración, que si Pac-Man come obtiene puntos adicionales.
Los jugadores restantes tomarán control de los fantasmas en la pantalla de la televisión, y tendrán que atrapar a Pac-Man antes de que coja todas las bolas de poder. Si Pac-Man come una bola de poder, los fantasmas se tornarán azules y se volverán más lentos, aparte de tener que evitar el contacto con Pac-Man. Los fantasmas tienen un campo de visión limitado, pero puede ser aumentado por un periodo limitado de tiempo si comen fruta que aparece en medio de la etapa. Si hay menos de cuatro jugadores en el juego, los fantasmas PNJ se volverán grises y harán menos daño a Pac-Man —aun así, un fantasma le puede tocar a etiqueta él con su o su color, los cuales pueden matar Pac-Man y cuenta hacia la puntuación de aquel jugador.
El objetivo de todos los jugadores es ser el primero en alcanzar la puntuación predeterminada. Pac-Man puede ganar puntos por comer bolas de poder, fruta y fantasmas vulnerables, mientras que los fantasmas les pueden ganar por comer fruta y atrapando a Pac-Man. Si Pac-Man se come todas las bolas de poder, el jugador que lo controle ganará 1600 puntos, y pasará al siguiente nivel. Asimismo, si un fantasma le atrapa, Pac-Man perderá la misma cantidad. Mario (Charles Martinet) aparece como un comentarista, y comenta en el juego, como cuando por ejemplo Pac-Man come una bola de poder o cuando una fruta aparece en la etapa. Pueden ser seleccionados seis diferentes laberintos, cada uno con diferente música. 
Pacman vs. fue diseñado por Shigeru Miyamoto y Nintendo Entertainment Analysis & Development (EAD) para GameCube . Fanático del juego de arcade Pac-Man original, Miyamoto diseñó una demostración técnica para mostrar las capacidades del periférico de cable de enlace GameCube - Game Boy Advance, donde un jugador controlaba a Pac-Man y otros tres controlaban a los fantasmas. Se mostró una breve demostración en la Convención de juegos en Alemania, simplemente titulada Pac-Man para Nintendo GameCube, donde ganó una gran cantidad de atención. El juego tardó un mes en completarse, donde luego se mostró a Namco, quien se interesó y acordó publicarlo como un juego completo. Fue presentado en la Electronic Entertainment Expo (E3) de 2003, con el creador de Pac-Man, Toru Iwatani, invitado a la presentación como invitado. El juego fue lanzado en Japón el 27 de noviembre de 2003, en América del Norte el 2 de diciembre de 2003 y en las regiones PAL el 2 de abril de 2004. Las versiones norteamericana y europea se incluyeron exclusivamente con Pac-Man World 2, I-Ninja y R: Racing Evolution, mientras que la versión japonesa se lanzó como premio para los miembros del Club Nintendo .
Se lanzó una nueva versión del juego para Nintendo DS en 2007 como parte de Namco Museum DS, utilizando la función Download Play del sistema para multijugador. También se lanzó una versión para teléfonos móviles que utilizaba bluetooth para multijugador. En 2017 se lanzó una nueva versión de alta definición de la versión de GameCube para la compilación Nintendo Switch, Namco Museum, que requiere dos sistemas para jugar (uno debe tener el juego completo mientras que el otro también debe tener el juego completo o una descarga gratuita de Pac Man VS). También se incluye un modo de consola única, donde los jugadores controlaron los fantasmas para atrapar a un Pac-Man controlado por ordenador. El aspecto multijugador del lanzamiento original de GameCube se reutilizó para el modo de batalla en línea en The Legend of Zelda: Phantom Hourglass (2007).

## Recepción
Pacman vs. recibió críticas generalmente favorables de los críticos, quienes elogiaron su inteligente versión del juego principal, el modo multijugador y el valor de repetición. Tiene un 78/100 en Metacritic . 
Nintendo World Report lo llamó «imprescindible para las fiestas»,  mientras que GamePro dijo que valía la pena tenerlo solo por su «posteridad».  IGN, GamePro y Nintendojo elogiaron la interesante versión del juego de Pac-Man, con IGN en particular señalando que es «intuitivo para cualquier persona, independientemente de sus niveles de habilidad en el juego».  Nintendo World Report elogió mucho el aspecto multijugador del juego por mantener el juego frenético y acelerado. IGN se hizo eco de una respuesta similar, quien lo calificó de «increíblemente divertido» y dijo que se sumó a la experiencia general.  En su revisión de Namco Museum DS, la revista Retro Gamer dijo que el paquete valió la pena para Pac-Man Vs. solo, elogiando su jugabilidad adictiva y su enfoque multijugador. Polygon lo llamó uno de los mejores juegos de Pac-Man .
A pesar de sus elogios, el juego fue criticado por su pequeña cantidad de contenido y la falta de soporte para tarjetas de memoria. Nintendojo criticó la falta de profundidad del juego y por no poder guardar las puntuaciones altas en una tarjeta de memoria.  Nintendo World Report tuvo una respuesta similar, y también criticó su disponibilidad limitada para los consumidores.  Si bien IGN y GamePro encontraron molestos los comentarios de Mario, Nintendojo dijo que era útil cuando algo sucede fuera de la visión del jugador, aunque comentó que en gran medida era innecesario. A GamePro no le gustó el movimiento lento y los controles de Pac-Man.  Varios críticos argumentarían que el juego, al ser un extra gratuito, desestimó gran parte de sus críticas, y Nintendo World Report incluso dijo que «no hay muchas razones para estar decepcionado por la falta de funciones». 